# 류팡역
류팡역(중국어: 柳芳站)은 베이징시 차오양구에 위치한 베이징 지하철 13호선의 철도역이다. 역 번호는 1315이다.

## 위치
둥투청로(東土城路)와 류팡 북가(柳芳北街)가 만나는 곳에 있던 이 역은 원래 왕허 철로(솽사 철로의 왕징발 지선)와 허핑리 역이었다.

## 역 구조
| F1   | 상대식 승강장, 오른쪽 출입문이 열림 | 상대식 승강장, 오른쪽 출입문이 열림 |
| F1   | 궤도                                | ← ■ 13호선 둥즈먼 방면 (종착역)     |
| F1   | 궤도                                | → ■ 13호선 시즈먼 방면(광시먼)      |
| F1   | 상대식 승강장, 오른쪽 출입문이 열림 |                                     |
| 지면 | 대합실                              | 출구, 13호선 대합실                 |

## 출구
이 역은 2개의 출구가 있다.(A서, B동)
| 출구     | 출구 인근           |
| -------- | ------------------- |
| 出口 · A | 둥투청로(东土城路)  |
| 出口 · B | 류팡 북가(柳芳北街) |

## 역세권
- 진타이 빌딩(金泰大厦)
- 캉훙주러부(康弘俱楽部)
- 우환 호텔(五环賓館)
- 베이징시제171중학교(北京市第一七一中学)

## 역명유래
류팡 역은 건설단계에서“허핑리베이제 역(和平里北街站)”, “메이창 역(煤厂站)”으로 불렸다.개통 전 이 역은 류팡 북리(柳芳北里) 주거단지와 가까워 류팡역으로 바뀌었다.류팡역 앞 버스터미널은 13호선 개통 후에도 한동안 “허핑리 철도역(和平里火车站)” 란 이름으로 이용되었다.허핑리베이제 역은 베이징 지하철 5호선의 한 역으로 사용됐다.

## 주해
1. ↑  왕허 철로(望和铁路): 북쪽의 왕징역과 남쪽의 허핑리역 간을 잇는 철도로 길이는 10.8 km이며, 1969년 개통되었다. 이 노선은 베이징 철도의 중추인 동북순환철도(东北环铁路)의 구성 구간으로, 징바오 철도의 동쪽 구간 일직선이다. 베이징 동북 교외의 대량 및 소량화물을 주로 운송하고, 터미널 인근의 베이징 제지 1공장의 전용 철도선과 연결한다. 이 노선은 시·종착역 이외에는 중간역이 없다.
2. ↑  허핑리 역(和平里站): 샹허위안 가도(香河园街道) 경내에 위치하고 있다. 1917년 왕허선 종착역으로 시가지의 북동부 주요 화물 터미널로 지어졌다. 대지 16만m², 건축면적 2700m²이다. 플랫폼은 남북으로 배치되어 있으며, 기본 승강장·화물선·화물장·차고지·하역기계 등의 시설을 갖추고 있다. 제지 1공장으로 가는 전용 철도선이 있다. 이 역에서 북행의 징바오선과 접속하여, 왕징역과 싱훠역을 통해 남쪽으로 선회한 후, 동쪽으로 징청선·징친선·징퉈선과 접속하고, 남쪽의 바이쯔완 역으로 돌아와 동남순환철도선·솽펑선과 접속한다. 남행의 제지1공장 전용 철도선 터미널이다. 화물 운송 물자는 석탄, 모래, 펄프 원료, 종이 및 산적 화물을 위주로 한다.
3. ↑  류팡의 지명은 원래 뉴팡촌(牛房村)이었으나 1988년 현재 명칭으로 바뀌었다.